# Wilma Nanninga
Wilma Hermanna (Wilma) Nanninga (Rotterdam, 28 februari 1958) is een Nederlandse journaliste.

## Loopbaan
Wilma Nanninga werd geboren in Charlois in Rotterdam-Zuid en woonde in haar jeugd op meerdere adressen in Rotterdam. Ze haalde haar propedeuse Frans aan de Sorbonne-universiteit in Parijs. Op 1 augustus 1977 trad zij op 19-jarige leeftijd in dienst bij De Telegraaf en ging ze werken op de Haagse redactie, waarvan ze later chef werd. In 1993 keerde ze terug naar Parijs als correspondent van de krant.
In 1997 werd ze als opvolger van Henk van der Meyden aangesteld bij het tijdschrift Privé, onderdeel van de Telegraaf Media Groep, waarvan zij hoofdredacteur werd. In 2002 verliet Nanninga die functie om de Privé-pagina van Henk van der Meyden in De Telegraaf op zich te nemen. In oktober 2007 was ze de hoofdpersoon van de docusoap Wilma Nanninga privé op RTL 4.
In februari 2014 werd ze benoemd tot chef entertainment bij De Telegraaf en is verantwoordelijk voor het dagelijks entertainmentkatern van het dagblad en de digitale weergave ervan. Evert Santegoeds nam de Privé-pagina over. Nanninga is een van de nieuwsregisseurs die bepalen wat wanneer in de krant of online komt.

## Privé
Nanninga is getrouwd en heeft een dochter.